# Steve Dellatori
Steve Dellatori (* in San Francisco, Kalifornien) ist ein US-amerikanischer Schauspieler.

## Leben
Dellatori wurde in San Francisco geboren, wo er auch aufwuchs. Er ist italienischer und puerto-ricanischer Abstammung. Er zog 2001 nach Los Angeles, um eine Karriere in der Unterhaltungsindustrie anzustreben. Er hat sowohl schauspielerische Erfahrungen in der Comedy, als auch im Drama. Seit Mitte der 2000er Jahre tritt er als Schauspieler in Erscheinung. 2009 wirkte er in den zwei Kurzfilmen There But Not There und Spy Love You mit. 2018 übernahm er eine größere Rolle in dem Katastrophenfilm End of the World – Gefahr aus dem All. In den nächsten Jahren folgten Episodenrollen in den Fernsehserien The Verdict with Judge Hatchett, Extreme Measures und Murdered by Mornin. 2017 in der Mini-Serie Ava, als auch im gleichnamigen Fernsehfilm, spielte er die Rolle des Bob Jr. Seit 2024 spielt er in der Fernsehserie The Rossi’s die Rolle des Joe Rossi.

## Filmografie (Auswahl)
- 2007: I See The Crowd Roar: The Story of William Dummy Hoy (Dokumentation)
- 2009: There But Not There (Kurzfilm)
- 2009: Spy Love You (Kurzfilm)
- 2011: The Weed Show: Love Letters to Mary Jane
- 2013: Betrayal
- 2016: The Midnight Man
- 2017: Ava (Miniserie)
- 2018: End of the World – Gefahr aus dem All (End of the World)
- 2019: The Verdict with Judge Hatchett (Fernsehserie, eine Episode)
- 2019: Extreme Measures (Fernsehserie, Episode 2x05)
- 2020: Murdered by Morning (Fernsehserie, Episode 1x05)
- 2021: AVA: A Twist in the Road
- 2022: Winning Time: Aufstieg der Lakers-Dynastie (Winning Time: The Rise of the Lakers Dynasty, Fernsehserie, Episode 1x06)
- 2022: Lucky Lopez (Kurzfilm)
- seit 2024: The Rossi’s (Fernsehserie)